# نهر أبو دهان (نصار)
نهر أبو دهان (بالفارسية: نهرابودهن) هي قرية تقع في إيران في قسم نصار الريفي. يقدر عدد سكانها بـ 81 نسمة .